# Caudites fragilis
Caudites fragilis är en kräftdjursart som beskrevs av LeRoy 1943. Caudites fragilis ingår i släktet Caudites och familjen Hemicytheridae. Inga underarter finns listade i Catalogue of Life.